# John Tong Hon
John Tong Hon (in cinese tradizionale: 湯漢樞機; Hong Kong, 31 luglio 1939) è un cardinale e vescovo cattolico cinese, dal 1º agosto 2017 vescovo emerito di Hong Kong.

## Biografia
John Tong Hon (cinese semplificato: 汤汉 ; cinese tradizionale: 湯漢 ; Pinyin Mandarino: Tang Hàn) è nato a Hong Kong il 31 luglio 1939.
Durante l'occupazione giapponese della Cina è stato profugo a Macao.
È stato educato alla fede cristiana dalla madre e dai missionari di Maryknoll. Giovane diacono durante il Concilio Vaticano II, è stato ordinato sacerdote da papa Paolo VI il giorno dell'Epifania del 1966.

### Ministero episcopale e cardinalato
Il 13 settembre 1996 papa Giovanni Paolo II lo nomina vescovo ausiliare di Hong Kong e vescovo titolare di Bossa; il 9 dicembre successivo riceve l'ordinazione episcopale, con il vescovo Joseph Zen Ze-kiun (poi cardinale), nella cattedrale dell'Immacolata Concezione di Hong Kong, dal cardinale John Baptist Wu Cheng-chung, coconsacranti il cardinale Peter Seiichi Shirayanagi e l'arcivescovo Charles Asa Schleck.
Il 30 gennaio 2008 papa Benedetto XVI lo nomina vescovo coadiutore di Hong Kong; il 15 aprile 2009, dopo la rinuncia per raggiunti limiti di età del cardinale Joseph Zen Ze-kiun, succede alla medesima sede.
Nel concistoro del 18 febbraio 2012 papa Benedetto XVI crea cardinale presbitero della Regina Apostolorum; il 22 aprile successivo prende possesso del titolo.
Il 12 e il 13 marzo partecipa come cardinale elettore al conclave del 2013, che porta all'elezione di papa Francesco.
Il 1º agosto 2017 papa Francesco accoglie la sua rinuncia al governo pastorale della diocesi, presentata per raggiunti limiti di età; gli succede il vescovo coadiutore Michael Yeung Ming-cheung.
Il 5 gennaio 2019 è nominato amministratore apostolico di Hong Kong, dopo la scomparsa del suo successore Michael Yeung Ming-cheung. Mantiene l'incarico fino al 4 dicembre 2021, giorno dell'ordinazione episcopale e contestuale presa di possesso della diocesi del nuovo vescovo Stephen Chow Sau-yan.
Il 31 luglio 2019, al compimento dell'ottantesimo compleanno, esce dal novero dei cardinali elettori.
È uno dei cardinali che ha celebrato la Messa tridentina dopo la Riforma liturgica.

## Genealogia episcopale e successione apostolica
La genealogia episcopale è:
- Cardinale Scipione Rebiba
- Cardinale Giulio Antonio Santori
- Cardinale Girolamo Bernerio, O.P.
- Arcivescovo Galeazzo Sanvitale
- Cardinale Ludovico Ludovisi
- Cardinale Luigi Caetani
- Cardinale Ulderico Carpegna
- Cardinale Paluzzo Paluzzi Altieri degli Albertoni
- Papa Benedetto XIII
- Papa Benedetto XIV
- Papa Clemente XIII
- Cardinale Bernardino Giraud
- Cardinale Alessandro Mattei
- Cardinale Pietro Francesco Galleffi
- Cardinale Giacomo Filippo Fransoni
- Cardinale Carlo Sacconi
- Cardinale Edward Henry Howard
- Cardinale Mariano Rampolla del Tindaro
- Cardinale Rafael Merry del Val
- Arcivescovo Duarte Leopoldo e Silva
- Arcivescovo Paulo de Tarso Campos
- Cardinale Agnelo Rossi
- Cardinale John Baptist Wu Cheng-chung
- Cardinale John Tong Hon

La successione apostolica è:
- Vescovo Michael Yeung Ming-cheung (2014)
- Vescovo Stephen Lee Bun Sang (2014)
- Vescovo Joseph Ha Chi-shing, O.F.M. (2014)
- Cardinale Stephen Chow Sau-yan, S.I. (2021)